# Lucie Olbrechts-Tyteca
Lucie Olbrechts-Tyteca (1899 - 1987) fue una erudita belga y colaboradora del filósofo Chaim Perelman.
Nació en el seno de una familia importante de Bruselas en 1899 y estudió humanidades en la Universidad Libre de Bruselas antes de conocer a Perelman en 1948. Colaboraron en libros como Traité de l'argumentation: la nouvelle rhétorique (1958) en un proyecto que restablecería la importancia de la retórica antigua como fundamento para una lógica de los juicios del valor.

## Obras
- Le Comique du Discours, Bruessels Press, 1974.

- Con Perelman:

- (1950): "Logique et rhétorique". Revue Philosophique, 140, 1-35.
- (1952):  Rhétorique et philosophie: Pour une théorie de l'argumentation en philosophie. Paris: Presses Universitaires de France.
- (1958): Traité de l'argumentation: La nouvelle rhétorique. Paris: Presses Universitaires de France. Vertida al español por Julia Sevilla Muñoz (Madrid: Gredos, 1994) en un solo volumen desde su quinta edición de 1989 preparada por Michel Meyer, con un prólogo de Jesús González Bedoya.
- (1969): The new rhetoric: A treatise on argumentation. (J. Wilkinson and P. Weaver, Trans.). Notre Dame: University of Notre Dame Press.